# Hochfeiler
De Hochfeiler of Gran Pilastro is met een hoogte van 3510 meter de hoogste berg van de Zillertaler Alpen. De berg ligt op de hoofdkam van dit gebergte, op de grens tussen de Oostenrijkse deelstaat Tirol en het Italiaanse Zuid-Tirol.
De noordelijke zijde is geheel vergletsjerd en vormt een markante, tot 60° hellende, 300 meter hoge ijswand. Door de klimaatverandering sinds 1850 smelt ook hier, net zoals in de rest van de Alpen, de ijs- en sneeuwkap. De ijswand van de Hochfeiler is een van de bekendste tochten van het klassieke alpinisme.
Een tocht vanuit de op 2710 meter hoogte gelegen Hochfeilerhütte over de zuidwestelijke kam vormt de gemakkelijkste route tot aan de top. Peter Fuchs, Georg Samer en Paul Grohmann bereikten in 1865 via deze route voor het eerst de top van de Hochfeiler. De tocht naar het hoogste punt van de berg kan ook voeren over de ijswand van de Hochfeiler. De start van de tocht begint dan in het Schlegeistal en verloopt onder andere via het Furtschaglhaus op 2295 meter hoogte. F. Dyck en Hans Hörhager bereikten via deze route in 1887 voor het eerst de top.